# Biserica Adormirea Maicii Domnului din Broșteni
Biserica cu hramul "Adormirea Maicii Domnului", se află în satul Broșteni, comuna Drăgușeni, județul Suceava, România.
Biserica este ridicată în secolul al XVIII-lea, de o familie de boieri din satul Drăgușeni. Pentru ca ctitorii bisericii, Ștefan și Maria Capșa, nu au avut urmași, cel care a terminat construcția bisericii a fost Iordache Cantacuzino. Clădirea bisericii este din piatră, în formă de cruce înscrisă în zidul bisericii (în grosime de peste 1 metru). Prima atestare documentară a bisericii este din 17 februarie 1766, când pe un act de dotă se menționează biserica schitului zidit de Ștefan și Maria Capșa. Printre ctitorii bisericii mai găsim pe Chirica și Nastasia Capșa, Grigore și Anastasia Capsa, Ion Berciu, Ion, Simion, Toader, Monahul Atanail, Ieroschimonahul Damaschin, ș.a.
În biserică există o icoană a Maicii Domnului cu Pruncul, pe spatele căreia este pictată o icoană a sfinților Lazăr și Ecaterina. Icoana este datată 21 aprilie 1860.
Hramul biseicii este Adormirea Maicii Domnului - 15 august, dar este obiceiul ca și în ziua de 16 august să se facă pomenirea ctitorilor și acelor adormiți; credincioșii țin și această zi ca a doua zi de hram.
Dintre slujitorii bisericii amintim:
- preotul Grigorie san Luca - 1840
- preotul Grigorie Economu - 1840
- preotul Grigorie Sachelarie - 1860
- diaconul Ștefan
- preotul Petrea Petrescu
- preotul Vasile Vatamanu
- protosinghelul Gherasim Pascal
- preotul Florin Sava
- preotul Cristian Niculaes
- preotul iconom stavrofor Cătălin Nichiforeasa - actualul paroh